# بيدروسين
بيدروسين هي إحدى القرى المحتلة والمدمرة التابعة لمركز مسعدة التابع لمحافظة القنيطرة في هضبة الجولان بجنوب غرب سوريا.
مزرعة وموقع أثري في الجولان، تتبع قرية المغير، ناحية مسعدة وترتفع 720 م. تقع جنوب قرية المغير بمسافة 2 كم وقد جرى فيها التنقيب فوجدت بقايا أبنية قديمة، منها : جدران مقبرة كبيرة، وضمن المقبرة بقايا حصن قديم، على جدرانه كتابات يونانية، كما عثر على فخاريات من الطبقة العليا، يعود تاريخها إلى العصور الوسطى، وإلى جانبها قطع من الفخار يعود تاريخها إلى العهدين الروماني والبيزنطي.